# أليكس لي
أليكس لي (بالإنجليزية: Alex Lee)‏ (15 يناير 1990 روكفيل الولايات المتحدة - ) هو لاعب كرة قدم أمريكي يلعب كمدافع.

## روابط خارجية
- أليكس لي على موقع الدوري الأمريكي (الإنجليزية)
- أليكس لي على موقع قاعدة بيانات كرة القدم.إي يو (الإنجليزية)
- أليكس لي على موقع ناشيونال فوتبول تيمز (الإنجليزية)
- أليكس لي على موقع Soccerway.com (الإنجليزية)
- أليكس لي على موقع عالم كرة القدم.نت (الإنجليزية)